# 番外地
番外地（ばんがいち）とは日本の住所の表記のひとつであり、土地公簿で地番のついていない土地を指す。無番地（むばんち）、無地番地（むちばんち）とも呼ばれる。

## 概説
住所を表すのに、市区町村が定めた「（○丁目）○番○号」という「住居表示」が施行されている地域もある。一方、未実施区域では「地番」を元に住所が定められる。
「地番」とは、法務局が登記された土地に付した番号である。また、その土地の上に建つ建物は、たとえば地番「1」枝番「1」の土地の上であればその建物の所在は「1番地1」となる。個人の住所を表すにも、その者が住んでいる建物の「所在」を使う。
ただし、不動産登記（表題登記や所有権保存登記）のされていない土地、つまり民法239条2項の規定により国庫に属することとなる国有地には、必ずしも地番が付くとは限らない。そして、もともと国有地だった土地、例えば分割民営化後のJRの鉄道敷地などにも地番が振られていない事例がある。さらに、埋立地のようにまだ土地として認定されていないような場合や、東京高速道路の敷地のように地方自治体間で境界に争いがある場合にも地番が振られないことがある。

### 脱落地
明治時代の地租改正において官有地と私有地を区分した際、その区分から漏れてしまった土地を「脱落地」と称する。脱落地には通常地番が付されておらず、土地登記簿にも登載されない。つまり、登記簿上には存在しない土地でありながら、公図、法１４条地図、もしくは地図に準ずる図面上には存在する土地を意味する。不動産登記法は、登記義務がなく地番が付されない土地の存在を容認しており、このことが地図の混乱を招く一因ともなっている。

## 住所表記
このような番地のない土地の住所を表現する場合、町名・字名が振られている場合はその後に「（官有 / 国有）無番地」を続ける、近くに設定されている地番に「地先」を付ける、国有林であれば住所の代わりに林班を使って場所を示すなどの方法がある。
なお、住居表示実施区域では建物の並び順に市区町村が番号を振り当てるので国有地上の建物でも「番外」となるようなことはない。

## 具体例
- 先述のようなJRの鉄道敷地、自衛隊、国有林内の山小屋や三角点の所在地として多く見られる[9]。例として、南海電気鉄道鋼索線の高野山駅の所在地は「和歌山県伊都郡高野町大字高野山国有林第9林班ノは」である。
- 四街道市鹿渡地区は2000番台まで地番があるものの、この地区に所在する市庁舎は無番地である。
- 青ヶ島村の全域には地番がなく、住所は全域「東京都青ヶ島村無番地」である。ただし、国土地理院の地図上では集落名が記載されている。
- 網走刑務所の「番外地」という呼び名も本来の所在地が「網走市字三眺官有無番地」（あばしりし あざ さんちょう かんゆう むばんち）[10]であったものが「刑務所=娑婆と切り離された別世界」というイメージで、そこに手紙を出す受刑者の家族などによって作られたものと考えられる。
- JR四ツ谷駅とその近辺（土木学会他）の無番地は、東京都心にあるという意外さから知られている[11]。
- 神奈川県横浜市中区横浜公園は、市が管理しているが無番地である。ただし、事務所は同市中区真砂町22に存在する。
- 宮崎空港は宮崎市大字赤江無番地にある。